# Ján Čapla
Ján Čapla SDB (* 16. April 1957 in Bratislava) ist ein slowakischer Ordensgeistlicher und emeritierter Superior von Baku.

## Leben
Ján Čapla trat der Ordensgemeinschaft der Salesianer Don Boscos bei und empfing am 18. Januar 1985 die Priesterweihe. Johannes Paul II. ernannte ihn am 18. Juli 2003 zum Superior der Mission sui juris von Baku, somit zum Vertreter der römisch-katholischen Kirche in Aserbaidschan mit Sitz in Baku. Von seinem Amt trat er am 5. November 2009 zurück.